# كيم هوان هي
كيم هوان هي (بالكورية: 김환희)‏ هي ممثلة كورية جنوبية. ولدت يوم 25 أغسطس 2002 في سول في كوريا الجنوبية.

## روابط خارجية
- كيم هوان هي على موقع IMDb (الإنجليزية)
- كيم هوان هي على موقع قاعدة بيانات الفيلم (الإنجليزية)